# Sainte-Hélène-de-Kamouraska
Sainte-Hélène-de-Kamouraska es un municipio canadiense situado en la provincia de Quebec.

## Superficie
Sainte-Hélène-de-Kamouraska tiene una superficie de 60,46 km².

## Demografía
En 2021, tenía 891 habitantes, una densidad poblacional de 14,7 hab./km², y 410 viviendas.